# تنیس در المپیک تابستانی ۱۹۸۴
تنیس در بازی‌های المپیک تابستانی ۱۹۸۴ نام رویداد ورزش تنیس در بازی‌های المپیک تابستانی بود که در سال ۱۹۸۴ برگزار شد. این مسابقات در لس آنجلس، آمریکا برگزار شد.